# Illes d'Ultramar Menors dels Estats Units
Les Illes d'Ultramar Menors dels Estats Units (en anglès United States Minor Outlying Islands) és una denominació que engloba un conjunt d'illes petites i disperses, sense població permanent, i que són administrades directament pel govern federal dels Estats Units. Són les següents:
- Al Pacífic nord:

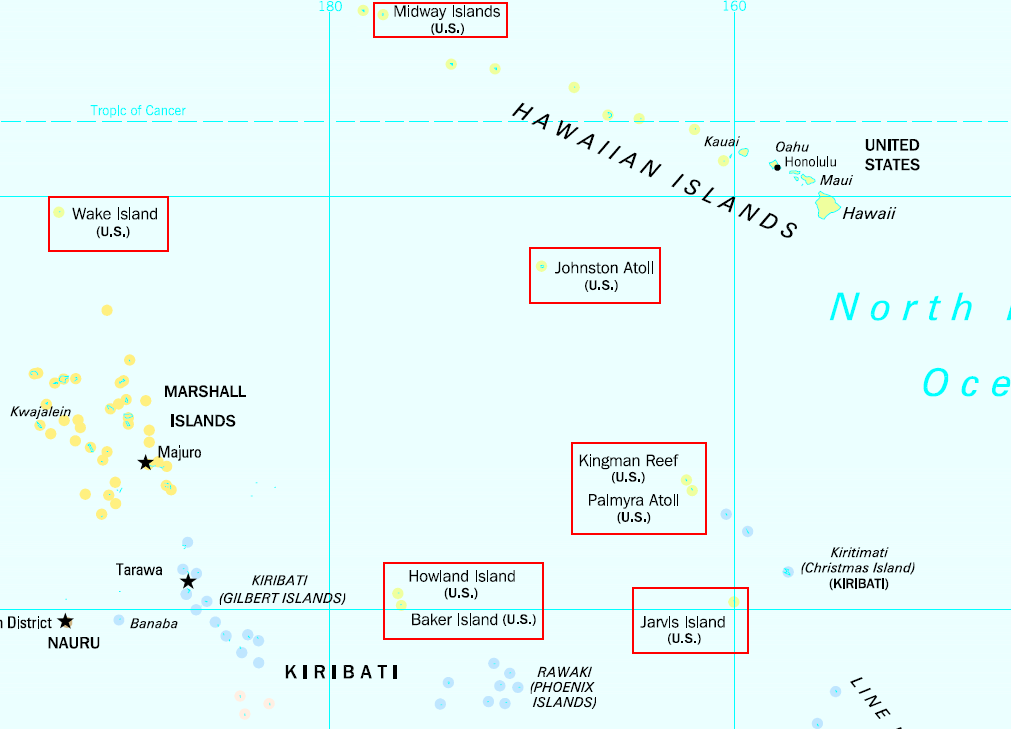
Localització de les illes dels EUA al Pacífic

  - Atol Midway, a l'extrem oest de les illes Hawaii
  - Illa Wake, al nord de les illes Marshall.
  - Atol Johnston, a mig camí entre les illes de la Línia i Hawaii
- Al Pacífic equatorial:
  - Illa Baker, al nord de les illes Fènix.
  - Illa Howland, al nord de les illes Fènix.
  - Illa Jarvis, a l'oest de les illes de la Línia.
  - Escull Kingman, a l'oest de les illes de la Línia.
  - Atol Palmyra, a l'oest de les illes de la Línia.
- Al Carib:
  - Illa Navassa.

Totes elles es troben a l'oceà Pacífic, excepte l'illa Navassa que és al Carib, entre Jamaica i Haití. Les illes Baker i Howland geogràficament són de l'arxipèlag de les Fènix. Jarvis, Kingman i Palmyra són de l'arxipèlag de la Línia. Midway és una de les illes nord-occidentals hawaiianes. Cap d'elles no té més de 6 km².
No tenien una població nativa, ni tenen avui una població permanent. La majoria d'aquestes van ser annexionades pels Estats Units durant la segona meitat del segle xix per l'interès a explotar les reserves de guano. Algunes van tenir el seu paper durant la Segona Guerra Mundial i van ser ocupades militarment.
Amb l'excepció de l'atol Palmyra, totes elles tenen l'estatut de territoris no incorporats, és a dir que no s'aplica la constitució nord-americana; i territoris no organitzats, és a dir, sense un govern local. Juntament amb la Samoa Nord-americana, les illes Verges Nord-americanes i Puerto Rico formen l'anomenat "àrees insulars dels Estats Units". Són sota administració del Departament d'Interior nord-americà, bé de l'Oficina d'Afers Insulars o bé de l'US Fish and Wildlife Service.
Avui l'illa Navassa és reivindicada per Haití, l'illa Wake ho és per les illes Marshall, i l'estat de Hawaii reclama les illes Johnston i Midway.
Les illes són reconegudes com una col·lectivitat a la norma ISO 3166-1, representades pel codi UM. A internet el codi de domini és .um.